# Wonder Man (série de televisão)
Wonder Man é uma futura minissérie estadunidense criada para o Disney+ por Destin Daniel Cretton e Andrew Guest, baseada no personagem de mesmo nome da Marvel Comics. Será uma das séries de televisão do Universo Cinematográfico Marvel (UCM) produzida pela Marvel Studios, compartilhando continuidade com os filmes da franquia. Guest é o showrunner. A série também é produzida pela Family Owned e Onyx Collective.
Yahya Abdul-Mateen II estrelará como Simon Williams / Magnum, ao lado de Ben Kingsley, Demetrius Grosse e Ed Harris. Em dezembro de 2021, Cretton assinou um contrato geral com a Marvel Studios para criar uma série de televisão para o Disney+, com uma série de comédia já em desenvolvimento naquele momento. Em junho de 2022, foi revelado que a série era focada no Magnum, com Guest envolvido, e Cretton escolhido para dirigir os episódios da série. Abdul-Mateen se juntou ao elenco em outubro, com Stella Meghie e James Ponsoldt escolhidos como diretores em fevereiro de 2023. As filmagens começaram no início de abril de 2023, em Los Angeles, antes da produção ser encerrada no final de maio devido à greve dos roteiristas dos Estados Unidos de 2023. Foi retomada no início de janeiro de 2024 e concluída em abril daquele ano.
Wonder Man está programada para estrear em Dezembro de 2025 no Disney+ e consistirá em 10 episódios. Fará parte da Fase Seis do MCU e será lançada sob o selo “Marvel Spotlight”.

## Elenco
- Yahya Abdul-Mateen II como Simon Williams / Magnum: Um ator e dublê que ganha superpoderes para se tornar o herói Magnum.[1][2][3]
- Ben Kingsley como Trevor Slattery:
Um ator fracassado que anteriormente assumiu o disfarce de Mandarim e foi abduzido pelos Dez Anéis, tornando-se o "bobo da corte" de Xu Wenwu.[4]
- Demetrius Grosse como Eric Williams / Ceifador: irmão de Simon.[5][6]
- Ed Harris como Neal Saroyan: agente de Simon.[7][8]

Além disso, Lauren Glazier, Josh Gad, e Byron Bowers foram escalados em papéis não revelados.

## Episódios
A série consistirá em oito episódios, com Destin Daniel Cretton dirigindo os dois primeiros. Stella Meghie, James Ponsoldt, e Tiffany Johnson também dirigiram episódios da série.

## Produção

### Desenvolvimento
Em dezembro de 2021, Destin Daniel Cretton assinou um contrato de vários anos com a Marvel Studios para desenvolver projetos de televisão para o Disney+, com uma série de comédia já em desenvolvimento naquele momento. Cretton produziria a série por meio de sua recém-criada produtora, a Family Owned. Isso foi em conjunto com o retorno de Cretton para escrever e dirigir a sequência do filme Shang-Chi and the Legend of the Ten Rings (2021), do Universo Cinematográfico da Marvel (MCU). Em junho de 2022, foi revelado que a série estava em desenvolvimento inicial e intitulada Wonder Man, focada no personagem Simon Williams / Magnum, com Andrew Guest se juntando para desenvolver a série e ser o roteirista principal; ele atuou anteriormente como produtor consultor em Hawkeye (2021). Cretton também deveria dirigir episódios da série, e foi escolhido como diretor naquele mês de outubro, dirigindo os dois primeiros episódios da série. Joe Otterson, da Variety, observou que a série tinha a possibilidade de ser uma "sátira de Hollywood", o que ele achou que fazia sentido dada a história do personagem nos quadrinhos como ator e dublê, mais tarde, foi relatado que a série seria como um estudo do personagem de Williams e uma exploração dos bastidores de Hollywood. Em fevereiro de 2023, James Ponsoldt entrou em negociações para dirigir os episódios da série, enquanto Stella Meghie foi contratada para dirigir vários episódios no final do mês. Ponsoldt e Tiffany Johnson foram posteriormente nomeados diretores. Em outubro de 2023, a Marvel Studios mudou sua filosofia criativa para um processo de desenvolvimento televisivo mais tradicional, afastando-se dos roteiristas principais e começando a contratar showrunners dedicados para suas séries; Guest tornou-se showrunner de Wonder Man. A série está prevista para consistir em 10 episódios. Os produtores executivos da série incluem Kevin Feige, ao lado de Guest e Cretton. A Onyx Collective também produz a série. Bonnie Munoz é um dos produtores.

### Roteiro
Kira Talise, Madeline Walter, Paul Bradford Welsh, Anayat Fakhraie, Zeke Nicholson, Roja Gashtili e Julia Lerman trabalharam na série.

### Elenco
Em agosto de 2022, foi revelado que Ben Kingsley reprisaria seu papel como Trevor Slattery na série, que foi considerado um "papel importante". Em outubro, Yahya Abdul-Mateen II foi escalado como Simon Williams / Magnum. Nathan Fillion apareceu em pôsteres de filmes como Simon Williams em uma sequência cortada de Guardians of the Galaxy Vol. 2 (2017). James Gunn, o diretor do filme, gostou do Magnum dos quadrinhos e sentiu que Fillion poderia retratar "um ator / super-herói às vezes idiota" que o personagem é, e mesmo que sua aparição tenha sido cortada, ele ainda as considerava um cânone para o UCM. Lauren Glazier foi escalada para um papel coadjuvante não revelado em fevereiro de 2023. No mês seguinte, Demetrius Grosse foi escalado como o irmão de Simon, Eric Williams / Ceifador, enquanto Ed Harris foi escalado como o agente de Simon, Neal Saroyan. No final de abril, Josh Gad teria se juntado ao elenco, o que foi confirmado em agosto de 2024. Em julho de 2024, foi revelado que Byron Bowers havia sido escalado para a série.

### Design
Cindy Chao e Michele Yu atuam como designers de produção.

### Filmagens
As filmagens começaram em 5 de abril de 2023, em Los Angeles, sob o título provisório Callback, com Cretton, Meghie, e Ponsoldt dirigindo episódios da série. Os diretores de fotografia incluem Brett Pawlak, com Armando Salas trabalhando nos episódios de Ponsoldt. As filmagens estavam inicialmente previstas para terminar no início de agosto. O trabalho de soundstage ocorreu no Radford Studio Center em Studio City, Los Angeles. As filmagens estavam acontecendo no Hollywood Boulevard, em Los Angeles, em 4 de maio de 2023, quando manifestantes participantes da greve dos roteiristas dos Estados Unidos de 2023 tentaram encerrar a produção; no entanto, as filmagens da série ainda continuavam naquele momento e não se esperava que fossem impactadas pela greve. Foi relatado que a Marvel Studios estava planejando filmar o que pudesse durante as filmagens e fazer todos os ajustes necessários na escrita durante as refilmagens já agendadas da série. Manifestantes interromperam a produção quando voltou a filmar no Radford Studio Center em 8 de maio. A produção foi encerrada no final do mês, com planos de retomada após a conclusão da greve dos roteiristas e da  greve da SAG-AFTRA de 2023.
Em outubro de 2023, Joanna Robinson, coautora do livro MCU: The Reign of Marvel Studios, relatou que a Marvel Studios estava considerando não avançar com a série, apesar de já filmar material antes das greves. Após a conclusão da greve de SAG-AFTRA em novembro e a saída de Cretton da direção do filme planejado Avengers: The Kang Dynasty para se concentrar em seus compromissos com outros projetos do MCU, incluindo Wonder Man, as filmagens foram programadas para serem retomadas no final do mês depois da Ação de Graças. As filmagens foram retomadas em Los Angeles no início de janeiro de 2024. J.C. "Spike" Osorio, técnico de iluminação, morreu durante o trabalho de produção no set do Radford Studio Center em 6 de fevereiro, após cair das vigas. A Disney e o Radford Studio Center foram multados respectivamente em 36.000 dólares e 45.000 dólares depois que a Divisão de Segurança e Saúde Ocupacional da Califórnia concluiu sua investigação sobre a morte de Osorio e descobriu que a deterioração nas condições da passarela em que Osorio estava levou à sua morte. A maior parte das filmagens foi concluída no início de fevereiro, com retomadas planejadas para as semanas seguintes. As filmagens foram concluídas em abril de 2024.

### Pós-produção
Em março de 2024, Brad Winderbaum confirmou que a série seria editada. Gina Sansom é a editora da série, depois de trabalhar anteriormente com Cretton em American Born Chinese (2023).

## Marketing
As primeiras imagens da série foram incluídas em um vídeo lançado pela Disney+ em outubro de 2024, anunciando o cronograma de lançamento dos projetos da Marvel Television e da Marvel Animation até o final de 2025.

## Lançamento
Wonder Man está programada para estrear em Dezembro de 2025 no Disney+, e consistirá em 10 episódios. A série inicialmente estrearia durante a temporada de televisão de 2023–24, mas sua data de lançamento não estava clara em setembro de 2023, visto que as filmagens ainda não haviam sido concluídas em meio as greves dos roteiristas e da SAG-AFTRA em andamento. O mês de lançamento de dezembro de 2025 foi anunciado em outubro de 2024. Fará parte da Fase Seis do MCU e será lançada sob o selo “Marvel Spotlight”.